# 网纹雕蜷
网纹雕蜷（学名：Opimilda cancellata），是异腹足目雕蜷科Opimilda属的一种。主要分布于台湾，常栖息在浅海沙底。